# 301
301是300與302之間的自然數。

## 在數學中
- 合數，正因數有1、7、43和301。
質因數分解為{\displaystyle 7\times 43}。
- 虧數，真因數和為51，虧度為250。
- 不尋常數，大於平方根的質因數為43。
- 第95個半質數。前一個為299、下一個為302。
- 無平方數因數的數。
- 十进制的等數位數。
  - 無平方數因數的數
- 快樂數

## 其他領域
- HTTP的狀態代碼
- 美国的301條款。
- 臺灣台北捷運C301型列車
- 過海隧道巴士301線
- 新界區專線小巴301線
- 中国人民解放军总医院